# Unschuldsengel (1994)
Unschuldsengel ist ein deutscher Fernsehkrimi von Rainer Kaufmann aus dem Jahr 1994.

## Handlung
Familie Hansen gilt als hanseatische Vorzeigefamilie, bis Paul Hansen unter Mordverdacht gerät. Ihm wird zur Last gelegt, einen jungen Mann aus dem Hamburger Rotlichtviertel getötet zu haben. Daraufhin gerät die heile Welt von Pauls 16-jährigen Sohn Christoph ins Wanken. Verzweifelt begibt er sich in das ihm bis dato fremde Rotlichtmilieu, wo er die sympathische Hure Katja kennenlernt. Auf der Hamburger Stricherszene findet er Unterstützung von dem drogensüchtigen Max und dem schwulen Kneipenwirt Thorsten. Für Christoph verstärkt sich mehr und mehr der Verdacht, dass sein Vater womöglich unschuldig ist. Er fragt sich, warum und für wen sein Vater die Schuld auf sich nimmt. Als er den möglichen wahren Täter gefunden hat, gerät er selbst in Lebensgefahr.

## Hintergrund

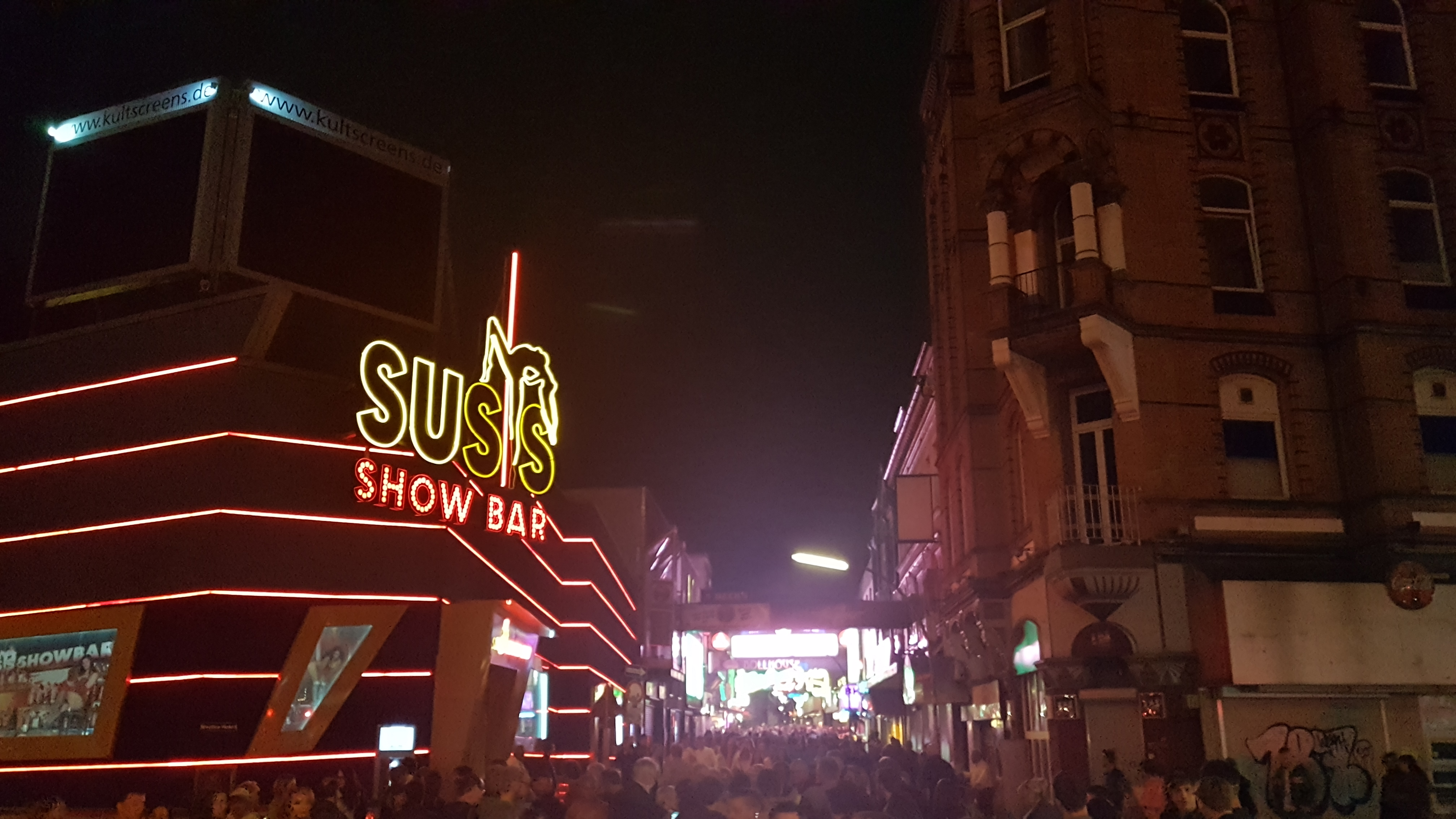
Große Freiheit, einer der Drehorte des Films

Unschuldsengel wurde 1994 unter anderem im Hamburger Stadtteil St. Georg, dem Rotlichtviertel rund um den Hamburger Hauptbahnhof gedreht. Produziert wurde der Film von der Studio Hamburg. Die Erstausstrahlung erfolgte am 14. November 1994 als Montagsfilm im ZDF.

## Kritik
Die Kritiker der Fernsehzeitschrift TV Spielfilm zeigten mit dem Daumen nach oben, vergaben für Anspruch und Spannung zwei, für Action einen von drei möglichen Punkten und kommentierten das Krimidrama mit den Worten: „Nüchtern und frei von Klischees zeigt Regisseur Rainer Kaufmann (Stadtgespräch, Die Apothekerin) mit fast dokumentarischer Schärfe die Brüchigkeit einer gutbürgerlichen Fassade.“ Als Gesamtfazit zogen sie: „Realistischer Blick auf das wahre Leben“.